# Miguel Harth-Bedoya
Miguel Harth-Bedoya (* 1968 in Lima) ist ein peruanischer Dirigent. 

## Leben und Wirken
Harth-Bedoya besuchte das Curtis Institute of Music und erwarb den Mastergrad an der Juilliard School. Er studierte Dirigieren bei Otto-Werner Mueller (Curtis und Juilliard) sowie bei Seiji Ozawa und bei Gustav Meier in Tanglewood. 2002 gewann er den Seaver/NEA Conductors Award. Beim New York Philharmonic Orchestra war er Assistent von Kurt Masur, später Zweiter Dirigent des Los Angeles Philharmonic Orchestra unter Esa-Pekka Salonen (1998–2004). Als musikalischer Leiter wirkte er bei der Auckland Philharmonia in Neuseeland, dem Eugene Symphony Orchestra, dem Lima Philharmonic Orchestra, dem Fort Worth Symphony Orchestra und der New York Youth Symphony in der Carnegie Hall.
Als Gastdirigent trat Harth-Beyode mit vielen namhaften europäischen Orchestern auf. Mit dem Orchester der Juilliard School unternahm er eine Konzerttournee durch Japan. In der Saison 2013–14 trat er mit dem Spanischen Nationalorchester und dem Tenor Juan Diego Flórez in Oman und Spanien auf und mit Renée Fleming unternahm er eine Konzertreise durch Skandinavien. 2015 leitete er an der Santa Fé Opera die Uraufführung von Jennifer Higdons erster Oper Cold Mountain. Weiterhin ist er Gründer und künstlerischer Leiter des Caminos del Inca (oder Inca Trails) genannten Netzwerks, das sich der Aufführung und Förderung von Werken südamerikanischer Komponisten widmet.
Mit dem Chicago Symphony Orchestra und Yo-Yo Ma nahm Harth-Bedoya das Album Sounds of Silk Road Chicago auf, das 2009 für zwei Grammys nominiert wurde. Bei der Deutschen Grammophon entstand 2011 mit dem Orquesta Sinfónica de Castilla y León und den Pianistinnen Katia und Marielle Labèque das Album Nazareno mit Werken von Osvaldo Golijov, Alberto Ginastera und Silvestre Revueltas. Mit dem Fort Worth Symphony Orchestra nahm er die CD Take Six (2012) auf, die Werke von dessen Composers-in-Residence Jennifer Higdon, Kevin Puts, Gabriela Lena Frank, Behzad Ranjbaran, Peter Boyer und John B Hedges enthält. Beiträge zum Projekt Caminos del Inca waren die Alben Sur (2012) mit Kompositionen von Enrique Soro, Esteban Benzecry, Adolfo Mejía und Claudio Rebagliati sowie Inca Trail Connections (2021) mit Werken von Santos Cifuentes, Alfonso Leng, Alejandro Tobar, Alberto Williams, Francisco Pulgar Vidal und anderen.

## Weblink
- Homepage von Miguel Hart-Bedoya